# Palazzi di Genova

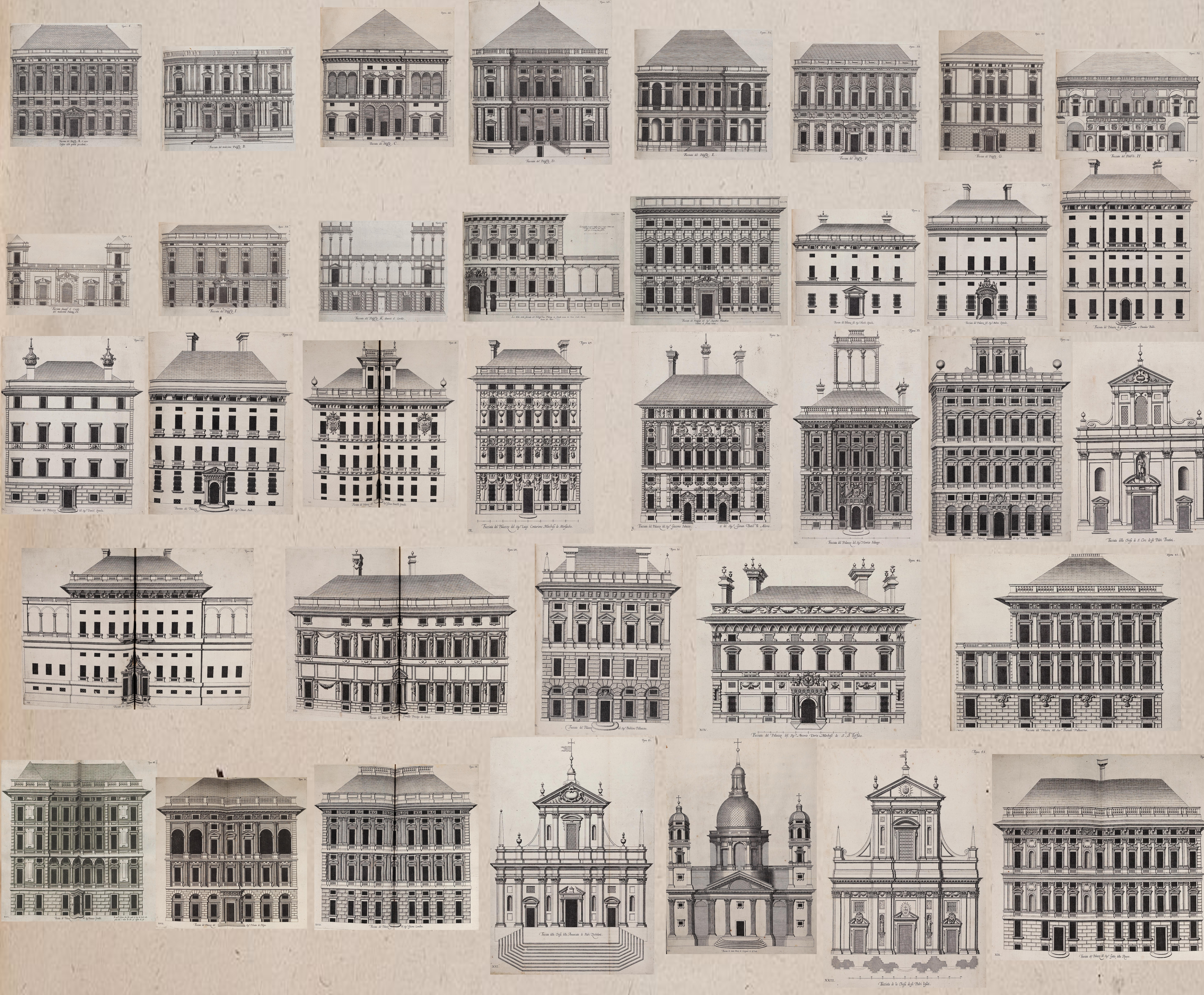
Le tavole rappresentate

Palazzi di Genova è un libro dedicato all'architettura genovese del Cinquecento, pubblicato ad Anversa nel 1622, dal pittore Peter Paul Rubens.

## Descrizione
Si tratta di una antologia delle più belle case della città di Genova, allora conosciuta come la "Superba". Pittore di corte di Vincenzo I Gonzaga all'inizio del XVII secolo, Rubens approfitta probabilmente di un soggiorno estivo nel 1607, dal duca, per disegnare (o comprare) i piani e le facciate dei vari palazzi che erano lo splendore architettonico della città di Genova in questa epoca.
L'opera si presenta in due parti in un formato di 435 su 335 millimetri; la prima comprende 72 stampe di piante, sezioni e prospetti di edifici, e il secondo volume contiene 67 stampe di edifici in cui 9 tavole dedicate ad edifici cultuali.

## Elenco degli edifici inclusi nei "Palazzi di Genova di P. P. Rubens"
I palazzi delle rappresentazioni di Rubens a volte sono perfettamente riconoscibili, in altri casi sono stati molto trasformati e sono stati individuati negli anni dai molti storici che si sono occupati del problema. Oggi le attribuzioni sono consolidate e sono quelle della tabella che segue.
| Denominazione di Rubens                                             | n. UNESCO | Immagine attuale | Immagine da Rubens | Edificio                                                 | Ubicazione                             | Primo intestatario dell'edificio         |           |    |  |  |                         |                           |                    |
| ------------------------------------------------------------------- | --------- | ---------------- | ------------------ | -------------------------------------------------------- | -------------------------------------- | ---------------------------------------- | --------- | -- |  |  | ----------------------- | ------------------------- | ------------------ |
| Denominazione di Rubens                                             | n. UNESCO | Immagine attuale | Immagine da Rubens | Edificio                                                 | Ubicazione                             | Primo intestatario dell'edificio         | Palazzo A | 11 |  |  | Palazzo Carrega-Cataldi | via Giuseppe Garibaldi, 4 | Thobia Pallavicini |
| Palazzo B                                                           |           |                  |                    | Villa Giustiniani-Cambiaso                               | via Montallegro 1                      | Luca Giustiniani                         |           |    |  |  |                         |                           |                    |
| Palazzo C                                                           |           |                  |                    | Villa Spinola di San Pietro                              | via Spinola di San Pietro 1            | Giovanni Battista Lercari                |           |    |  |  |                         |                           |                    |
| Palazzo D                                                           |           |                  |                    | Villa Grimaldi                                           | via Palazzo della Fortezza 14          | Giovanni Battista Grimaldi               |           |    |  |  |                         |                           |                    |
| Palazzo E                                                           |           |                  |                    | Villa delle Peschiere                                    | via San Bartolomeo degli Armeni 5      | Tobia Pallavicino                        |           |    |  |  |                         |                           |                    |
| Palazzo F                                                           | 12        |                  |                    | Palazzo Angelo Giovanni Spinola                          | via Giuseppe Garibaldi 5               | Angelo Giovanni Spinola                  |           |    |  |  |                         |                           |                    |
| Palazzo G                                                           | 7         |                  |                    | Palazzo Paolo Battista e Niccolò Interiano               | piazza Fontane Marose, 2               | Paolo e Nicolò Interiano                 |           |    |  |  |                         |                           |                    |
| Palazzo H                                                           |           |                  |                    | Villa Grimaldi Sauli                                     | via San Vincenzo (oggi da via Colombo) | Giovanni Battista Grimaldi               |           |    |  |  |                         |                           |                    |
| Palazzo I                                                           | 22        |                  |                    | Palazzo Bartolomeo Lomellini                             | largo Zecca, 4                         | Bartolomeo Lomellini                     |           |    |  |  |                         |                           |                    |
| Palazzo K                                                           | 10        |                  |                    | Palazzo Lercari-Parodi                                   | via Giuseppe Garibaldi, 3              | Franco Lercari                           |           |    |  |  |                         |                           |                    |
| Palazzo in strada Nova de Don Carlo Doria Ducca de Tursi            | 16        |                  |                    | Palazzo Doria-Tursi                                      | via Giuseppe Garibaldi, 9              | Nicolò Grimaldi                          |           |    |  |  |                         |                           |                    |
| Palazzo di Augustino Pallavicino ultimo di Strada Nuova             | 8         |                  |                    | Palazzo Pallavicini-Cambiaso                             | via Giuseppe Garibaldi, 1              | Agostino Pallavicini                     |           |    |  |  |                         |                           |                    |
| Palazzo del Sig. Niccolò Spinola                                    | 13        |                  |                    | Palazzo Doria (Genova) o Gio Battista Spinola            | via Giuseppe Garibaldi, 6              | Gio Battista Spinola                     |           |    |  |  |                         |                           |                    |
| Palazzo del Sig. Andrea Spinola                                     | 9         |                  |                    | Palazzo Pantaleo Spinola                                 | via Giuseppe Garibaldi, 2              | Pantaleo Spinola                         |           |    |  |  |                         |                           |                    |
| Palazzo degli Sig.ri Giacomo e Pantaleo Balbi                       | 28        |                  |                    | Palazzo Balbi-Senarega                                   | via Balbi, 4                           | Giacomo e Pantaleo Balbi                 |           |    |  |  |                         |                           |                    |
| Palazzo del sig. Daniel Spinola                                     |           |                  |                    | Palazzo Nicolò Spinola di Luccoli                        | via Luccoli, 23                        | Nicolò Spinola di Luccoli                |           |    |  |  |                         |                           |                    |
| Palazzo del sig. Ottavio Sauli                                      |           |                  |                    | Palazzo Ottavio Imperiale                                | Piazza Campetto, 2                     | Ottavio Imperiale                        |           |    |  |  |                         |                           |                    |
| Palazzo del sig. Giovanni Battista Grimaldo                         | 37        |                  |                    | Palazzo Gio Battista Grimaldi                            | vico S. Luca, 4                        | Gio Battista Grimaldi                    |           |    |  |  |                         |                           |                    |
| Palazzo del sig. Giovan Augustino Balbi                             | 26        |                  |                    | Palazzo Durazzo-Pallavicini                              | via Balbi,1                            | G. Agostino Balbi                        |           |    |  |  |                         |                           |                    |
| Palazzo del sig. Geronimo Grimaldi principe de Ieraci               | 20        |                  |                    | Palazzo Gerolamo Grimaldi                                | Gerolamo Grimaldi                      | salita S. Francesco, 4                   |           |    |  |  |                         |                           |                    |
| Palazzo del sig. Luigi Centurione Marchese de Maorsasco             | 14        |                  |                    | Palazzo Podestà                                          | via Giuseppe Garibaldi, 7              | Nicolosio Lomellini                      |           |    |  |  |                         |                           |                    |
| Palazzo del Sig. Giacomo Saluzzo et del Sig. Giovan Battista Adorno | 15        |                  |                    | Palazzo Cattaneo-Adorno                                  | via Giuseppe Garibaldi, 8-10           | Lazzaro e Giacomo Spinola                |           |    |  |  |                         |                           |                    |
| Palazzo del Sig. Henrico Salvago                                    | 17        |                  |                    | Palazzo Baldassarre Lomellini                            | via Giuseppe Garibaldi 12              | Baldassarre Lomellini                    |           |    |  |  |                         |                           |                    |
| Palazzo del Sig. Babilano Pallavicino                               | 33        |                  |                    | Palazzo Gio Battista Centurione                          | piazza Fossatello, 3                   | Gio Battista Centurione                  |           |    |  |  |                         |                           |                    |
| Palazzo del Sig. Battista Centurione                                | 34        |                  |                    | Palazzo Cipriano Pallavicini                             | piazza Fossatello, 2                   | Cipriano Pallavicini                     |           |    |  |  |                         |                           |                    |
| Palazzo del Sig. Antonio Doria Marchese de S. Stefano               | 1         |                  |                    | Palazzo Doria-Spinola                                    | largo Lanfranco, 1                     | Antonio Doria                            |           |    |  |  |                         |                           |                    |
| Palazzo del S. Antonio Doria Marchese de S. Stefano                 |           |                  |                    | Palazzo Cristoforo Spinola                               | Piazza della Nunziata 6                | Cristoforo Spinola                       |           |    |  |  |                         |                           |                    |
| Palazzo del Sig. Francesco Grimaldo                                 | 36        |                  |                    | Palazzo Spinola di Pellicceria                           | piazza Pellicceria, 1                  | Francesco Grimaldi                       |           |    |  |  |                         |                           |                    |
| Palazzo del Sig. Horatio de Negro                                   | 40        |                  |                    | Palazzo Ambrogio Di Negro                                | via S. Luca, 2                         | Ambrogio Di Negro                        |           |    |  |  |                         |                           |                    |
| Palazzo del Sig. Giacomo Lomellino                                  | 24        |                  |                    | Palazzo Giacomo Lomellini (con Palazzo De Marini-Spinola | largo Zecca, 2                         | Giacomo Lomellini (e Cattaneo De Marini) |           |    |  |  |                         |                           |                    |
| Palazzo del Sig. Giulio della Rovere                                | 2         |                  |                    | Palazzo Clemente Della Rovere                            | piazza Rovere, 1                       | Clemente Della Rovere                    |           |    |  |  |                         |                           |                    |
| Chiesa di S. Ciro delli Padri Theatini                              |           |                  |                    | Basilica di San Siro                                     | via San Siro                           |                                          |           |    |  |  |                         |                           |                    |
| Chiesa della Annunciata dei Padri Zoccholanti                       |           |                  |                    | Basilica della Santissima Annunziata del Vastato         | via San Siro                           |                                          |           |    |  |  |                         |                           |                    |
| Chiesa dI Santa Maria de Carignano de Sig.ri Sauli                  |           |                  |                    | Basilica di Santa Maria Assunta (Genova)                 | piazza di Carignano                    | Bandinello Sauli                         |           |    |  |  |                         |                           |                    |
| Chiesa dei Padri Jesuiti                                            |           |                  |                    | Chiesa del Gesù e dei Santi Ambrogio e Andrea            | piazza Matteotti                       |                                          |           |    |  |  |                         |                           |                    |

## Edizioni
- (IT)  Pietro Paolo Rubens, Palazzi di Genova, Jan Van Meurs, Anversa, 1622.
- (IT)  Pietro Paolo Rubens, Palazzi moderni e Palazzi antichi Palazzi di Genova, Giacomo Meursio (Jan Van Meurs), Anversa, 1652. Seconda edizione, volume suddiviso in Palazzi antichi di Genova raccolti e designati da Pietro Paolo Rubens e Palazzi moderni di Genova raccolti e disegnati da Pietro Paolo Rubens.
- (IT)  Pietro Paolo Rubens, Palazzi moderni e Palazzi antichi Palazzi di Genova, Giacomo Meursio (Jan Van Meurs), Anversa, 1663.
- (IT)  Pietro Paolo Rubens, Palazzi antichi di Genova. Palazzi moderni di Genova, Hendrik and Cornelis Verdussen, Anversa, 1708.
- (IT)  (FR)  Pieter Paul Rubens, Architecture italienne contenant les plans et elevations des plus beaux palais et edifices de la ville de Genes, leve et dessine par le celebre PP Rubbens. Troisieme edition augmente d'un abrege de la vie de l'auteur, Arkstee and Merkus, Anversa, Amsterdam - Leipzig, 1755.
- (DE)  Pieter Paul Rubens, Hildebrand Gurlitt, Peter Paul Rubens, Palazzi di Genova 1622, Der Zirkel Architektur-Verlag Gmbh, Berlino, 1924, in Bibliothek alter Meister der Baukunst, Zum Gebrauch für Architekten. Con riproduzione delle tavole, XI, 86 pp.
- (IT)  Pieter Paul Rubens, I Palazzi di Genova moderni di Genova raccolti e disegnati da Pietro Paolo Rubens, Compagnia Imprese Elettriche Liguri/Istituto Geografico Agostini di Novara, Genova, 1955. Ristampa anastatica in 4, 27,5 x 38 cm, pp. (6) + 139, con fascicolo con l'appendice a cura dell'Università di Genova. Copie numerate da 1 a 1510.
- (IT)  (EN)  Peter Paul Rubens, Palazzi antichi di Genova, Palazzi moderni di Genova, New York - London, 1968. Ristampa anastatica con introduzione di A.A. Tait, B. Blom.
- (IT)  Pieter Paul Rubens, Palazzi di Genova. Faksimile - Neudruck der Ausgabe Antwerpen 1622, Unterschneidheim, Walter Uhl, 1969. Ristampa anastatica 29 x 40,3 cm.
- (DE)  Pieter Paul Rubens, Palazzi di Genova, Dortmund Harenberg, Dortmund, 1982. Ristampa anastatica 12x17, 5cm. 217 pp. ill. n&b. ISBN 9783883793559
- (IT)  (EN)  Pieter Paul Rubens, Palazzi di Genova. The Palazzi of Genoa, Introduzione e schede di / Introduction and descriptions by Fiorella Caraceni Poleggi, Tormena, Genova, 2001. Ristampa anastatica 42 x 32 cm. ISBN 9788884800084
- (IT)  (EN)  Pieter Paul Rubens, Palazzi di Genova. The Palazzi of Genoa, Introduzione e schede di / Introduction and descriptions by Fiorella Caraceni Poleggi, Tormena, Genova, 2001. Ristampa anastatica (versione ridotta) pp. 142, 90 ill. b/n, cm 15,5x15,5. ISBN 9788884800091
- (IT)  Pieter Paul Rubens, Palazzi di Genova, a cura di Anna Orlando, collana Miniature 123, Abscondida, Milano, 2022. ISBN 9791254720349